# Дэвидсон-колледж
Дэвидсон-колледж (англ. Davidson College) — частный университет в городе Дейвидсон (англ., штат Северная Каролина) США.
Главный кампус расположен городе, дополнительный — на берегу озера Норман (англ.). Колледж основан в 1837 году и является одним из престижных и старейших гуманитарных вузов США. В университете обучается около 2000 студентов-бакалавров из 47 штатов США и 40 стран мира. 23 выпускника колледжа впоследствии стали стипендиатами Родса.

## История
Дэвидсонский колледж был основан Конкордской Пресвитерией в 1837-м году, на земельном участке, принадлежавшем участнику Войны за Независимость США генералу Вильяму Ли Дэвидсону, в честь которого и было названо высшее учебное заведение. В 1856-м году Максвел Чамберс пожертвовал колледжу 250 000 долларов. Главное академическое здание носит имя «Чамберс» до сих пор. В 1972-м году попечительским советом Дэвидсона было решено установить право женщин обучаться в колледже в качестве постоянных студенток, претендующих на получение степени бакалавра. Женщины посещали Дэвидсон практически с первых лет его основания, однако не могли получать учёную степень. Первой женщиной, получившей диплом, стала Мариана Вудвард в 1973-м году. В 2007-м году колледж объявил о создании новой инициативы финансовой поддержки студентов «Davidson Trust». С этого момента Дэвидсон гарантирует, что каждый выпускник сможет окончить колледж без долгов за получение высшего образования. Стоимость обучения рассчитывается из имущества и доходов детей и родителей. Таким образом, семьи студентов платят только то, что способны платить.

## Учебная деятельность
В период зачисления на осенний семестр 2018 года Дэвидсон получил 5700 заявлений от абитуриентов. 1066 (18.7 %) были зачислены.170 преподавателей работают в колледже на постоянной основе, 96 % имеют степень доктора наук.

## Кодекс Чести
Все студенты обязаны соблюдать Кодекс Чести (Honor Code), который подписывается в самом начале обучения. Кодекс постановляет, что студенты обязаны воздержаться от обмана на экзаменах и при выполнении любых других академических работ, от краж и от лжи в делах, связанных с учёбой и жизнью в колледже. В случае нарушения Кодекса Чести студенты могут быть исключены из учебного заведения. Таким образом, студенты Дэвидсона пишут тесты и сдают экзамены в удобное для них время, без надзора преподавателей или других сотрудников. Каждая письменная работа заверяется студентом, и это означает, что он не нарушал Кодекс Чести при выполнении данной работы.

## Студенческая жизнь
Спорт
Спортивные команды Дэвидсона выступают под названием Wildcats (Wildcat — англ. дикая кошка), с официальными цветами красный и чёрный. Все команды, кроме американского футбола и борьбы участвуют в конференции Атлантическая десятка. В 2018 году мужская команда по баскетболу впервые выиграла в турнире конференции.
Студенческие организации
Главная студенческая газета на кампусе — the Davidsonian — выпускается еженедельно. The Davidsonian был основан в 1914 году и с тех пор выпускает по подшивке каждый год. В 2007 году библиотека Дэвидсона реализовала проект цифрового архивирования всех предыдущих изданий the Davidsonian. В Дэвидсоне представлено более 150 студенческих организаций, в том числе культурные, политические, религиозные и общественные, а также клубы по интересам. Большинство студенческих мероприятий спонсируется администрацией. Помимо проведения концертов в осенний и весенний семестры, они организуют такие мероприятия как «завтрак в полночь», кинопоказы и мероприятия, посвященные новоприбывшим первокурсникам. На кампусе существует система из восьми национальных братств (fraternities), четырёх местных женских объединений (eating houses) и двух сестричеств (sororities). Около 55 % студенток и 35 % студентов состоят в таких сообществах.